# Jacqueline Bechet-Ferber
Jacqueline Bechet-Ferber   (15è districte de París, 19 de setembre de 1930 - Arzon, 21 d'agost de 2020) és una artista, escultora de formació, interessada posteriorment per la pintura, especialment per l'aquarel·la.

## Dades biogràfiques
- 1940-1947, estudia en diversos estudis d'art a Roma[1]
- 1947, estudia en la École del Louvre, escola d'Arts Decoratives[1]
- 1948 ingressa en la École Supérieure Nationale des Beaux-Arts, París en el taller del medallista Henri Dropsy, en el taller d'escultura de Jeanniot i en el taller de Raymond Corbin[2]	.[1]
- 1954 Primer Gran Premi de Roma d'escultura.
- 1955-1958 Estada en l'Acadèmia Francesa a Roma.
- 1958 A partir del seu retorn de Roma, Bechet-Ferber Participa à de nomerosos salons: Comparaisons, des Indépendants, des Artistes Français, du Dessin i de la Peinture à l'Eau, National des Beaux-Arts.[3] Modela nombroses medalles per la Monnaie de París.[2]
- 1981 Primer premi Paul-Louis Weiller, de França.[1]
- 1982 Exposició en el château de l'Etier al costat dels membres del UMIVEM[4]
- 1984 Primer premi de retrat Paul Louis Weiller del institut de France.[2]
- 1985 Segon premi d'escultura en el Saló d'Enghieu[1]
- 2001 Premi I. Jonchère.[2]
- 2003 Exposició d'escultures a la Fondation Taylor[5]
- 2008 Exposició d'escultures "Rome" en la Chapelle Notre Dame de Recouvrance de Surzur[6]
- 2009 5 al 30 de maig: exposició en el espace culturel l'Hermine, Reflets. 3 artistes; col·lectiva al costat de Laurence HB, Jacqueline Bechet i Rachel Bénéat a la Comuna de Presqu'île de Rhuys[7]

En 2010 va obtenir el premi especial d'escultura en el Saló de Lorient, exposició celebrada en el Saló de Congressos.
En els últims anys els treballs de Jacqueline Bechet-Ferber que abasten diferents tècniques artístiques, com la pintura, pastissos, gravat o escultura, s'exposen tot l'any en la Galeria l'Escarpolette de Michèle Dutreux & Jean Collet en el balneari de Port Navalo en Arzon. El taller de l'artista es troba en Saint-Gildas-de-Rhuys.

## Obres

### Escultures

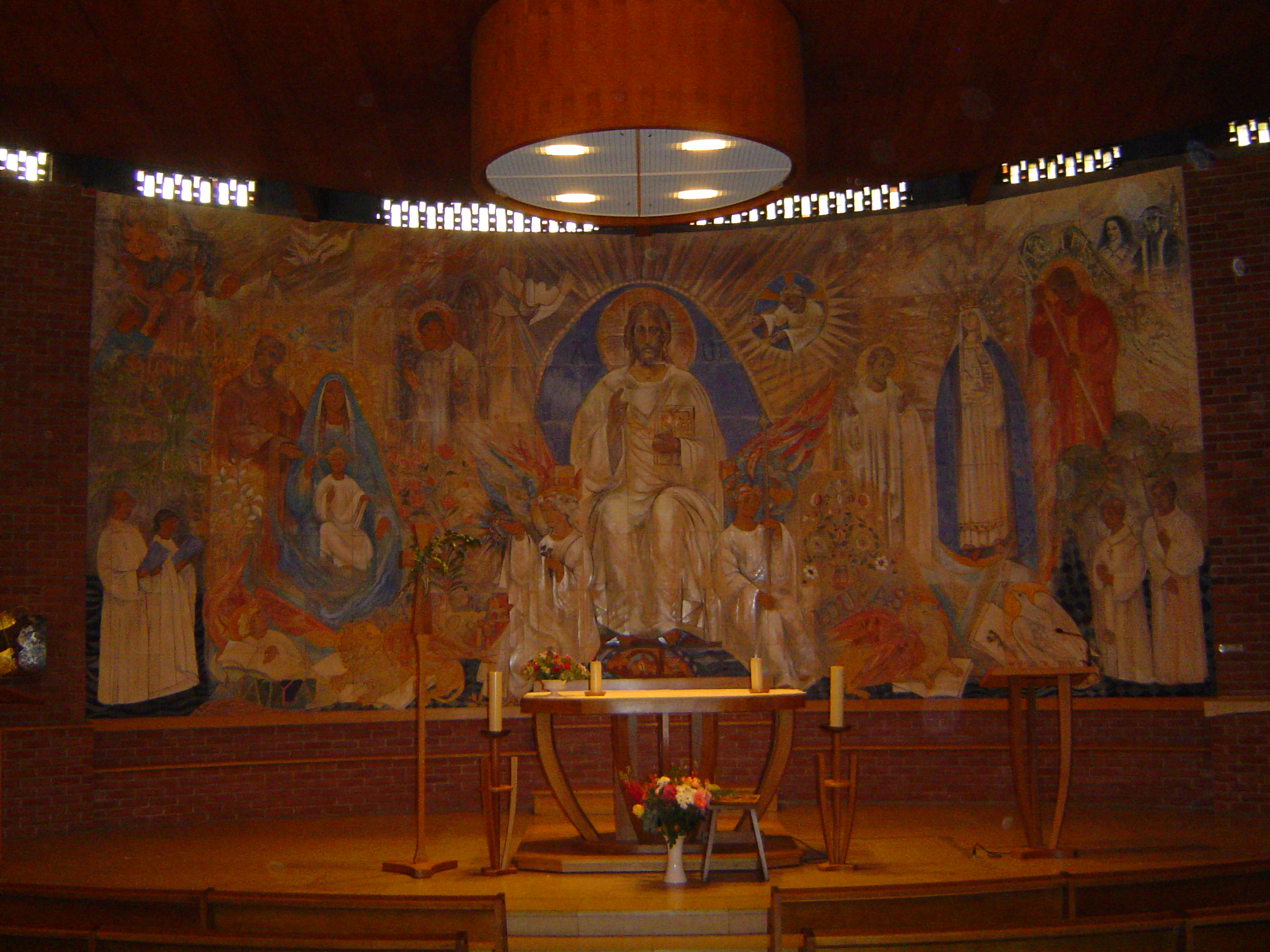
Gran mural de ceràmica de l'altar de la Chapelle "Sainte-Marie Mère de l'Église" de l'Institution Sainte-Marie en Antony, 1968.

Les últimes obres escultòriques presentades en la Galeria Michèle Dutreux & Jean Collet, estan realitzades en bronze i terracota. La tècnica de treball és el modelatge i, posteriorment, l'obtenció de motlles. Trobem figures de dones, retrats en bust. Els acabats de les peces en fang són toscs, amb vidriats molt subtils en la superfície.
- Emmanuel, bust en bronze sobre peanya, 40x30 cm.[3]
- Medalla del General de Rochambeau (1755-1813) (1976); bronze[9]
- Gran fresc de céramica de 41 m² decoració de la Chapelle "Sainte-Marie Mère de l'Église" de la Institution Sainte-Marie: construïda el 1968 (Georges Dengler i Zunz, arquitectes), amb vidrieres de Henri Martin-Granel en Antony, (92160 França).

### Pintures
Al llarg dels anys Bechet-Ferber ha produït nombroses aquarel·les. En les últimes obres pictòriques presentades en la Galeria Michèle Dutreux & Jean Collet es troben quadres de figures humanes en un entorn costaner. Apareix la pintura formant textures i el dibuix és de traços lliures. Predominen el blau, el vermell i el blanc.
- Mystic seaport; 1978[10]
- All Grown Up.